# 1938 في نيوزيلندا
فيما يلي قوائم الأحداث التي وقعت خلال عام 1938 في نيوزيلندا.

## سياسة

### انتهاء فترة المنصب
- 1 يناير – أرشيبالد كامبل عضو مجلس النواب النيوزيلندي ‏.

## رياضة
- 1 يناير – كأس نيوزيلندا 1938 الفائز Waterside Karori [الإنجليزية]‏.

## مواليد

### يناير
- 1 يناير – آبي جاكوبس مصارع هاوي نيوزيلندي.
- 1 يناير – باري غوستافسون سياسي نيوزيلندي.[1]
- 1 يناير – جون أندرسون رجل أعمال نيوزيلندي.

### فبراير
- 24 فبراير – موراي هدسون

### مارس
- 9 مارس – رايموند بروكتر لاعب كريكت نيوزلندي.
- 12 مارس – فيل ارين
- 30 مارس – جينيفر تومسون

### أبريل
- 5 أبريل – ليو غيرارد لاعب كرة مضرب نيوزيلندي.
- 11 أبريل – فرانك كروتي
- 15 أبريل – تيرينس بورنس لاعب كركيت نيوزيلندي.

### مايو
- 11 مايو – جوني ديفلن موسيقية نيوزيلندية.
- 18 مايو – بيتر آدامز
- 19 مايو – أفيس مكينتوش

### يونيو
- 5 يونيو – هاري مورغان
- 7 يونيو – غراهام بيرسي فنان نيوزيلندي.[2]

### يوليو
- 21 يوليو – جاك هازلت لاعب رغبي نيوزيلندي.

### أغسطس
- 28 أغسطس – ميخائيل باسيت سياسي نيوزيلندي.

### سبتمبر
- 10 سبتمبر – كولن باير محامي نيوزلندي.

### أكتوبر
- 1 أكتوبر – روب مودي
- 2 أكتوبر – بيل روبنسون مهندس نيوزيلندي.
- 11 أكتوبر – ويليام تايلور كاتب نيوزيلندي.[3]
- 12 أكتوبر – جيف ميرفي
- 12 أكتوبر – غرايم موران مُجدّف نيوزيلندي.

### نوفمبر
- 5 نوفمبر – جون غوردون إليوت سياسي نيوزيلندي.

### ديسمبر
- 2 ديسمبر – جوناثان هنت سياسي نيوزلندي.
- 16 ديسمبر – باتريشيا غريمشاو
- 17 ديسمبر – بيتر سنيل لاعب أولمبي نيوزيلندي.[4]
- 23 ديسمبر – مايكل هيل رائد أعمال نيوزيلندي.

## وفيات

### يناير
- 1 يناير – دانيال كلايتون (مواليد 1875) لاعب كريكت نيوزلندي.

### مارس
- 27 مارس – تشارلز غراهام (مواليد 1867) سياسي أسترالي.

### أبريل
- 30 أبريل – ألان قود (مواليد 1867)

### يوليو
- 30 يوليو – ألفرد براندون (مواليد 1854) سياسي نيوزلندي.

### أغسطس
- 6 أغسطس – توماس ويليام داونز (مواليد 1868) مؤرخ نيوزيلندي.